# Edosa amseli
Edosa amseli är en fjärilsart som beskrevs av Petersen och Reinhardt Gaedike 1982. Edosa amseli ingår i släktet Edosa och familjen äkta malar.
Artens utbredningsområde är Saudiarabien. Inga underarter finns listade i Catalogue of Life.